# Мейер, Адольф (математик)
Адольф Мейер (нем. Christian Gustav Adolph Mayer, 15 февраля 1839[…], Лейпциг, Германский союз — 11 апреля 1908, Больцано, Цислейтания) — немецкий математик.

## Биография
Сын состоятельного предпринимателя из Лейпцига.
Учился в гимназии Томаса в Лейпциге, завершив учёбу осенью 1857 года. Нарушив семейную традицию стать банкиром, он предпочел изучать математику и естественные науки (особенно химию и минералогию). По обычаю немецких студентов того времени, во время своего образования он учился в нескольких университетах. Первые два семестра он провёл в Гейдельбергском университете имени Рупрехта-Карла, затем осенью 1858 года учился у Морица Абрахама Штерна (1807—1894) в Гёттингене в течение года. Штерн только что был назначен профессором в Гёттингене, сменив Гаусса. Спустя год Майер вернулся в Гейдельбергский университет, где его увлекли лекции Отто Гессе, и, проведя один семестр в Лейпциге. Защитил докторскую диссертацию в Гейдельберге, получив учёную степень 14 декабря 1861 года.
В 1866 году получил разрешение преподавать в высшей школе и преподавал математику в Лейпцигском университете до конца своей жизни, став адъюнкт-профессором в 1871 году и полным почётным профессором в 1881 году. С 1882 года вёл совместные семинары с Феликсом Кляйном.
Материальная независимость, обеспеченная происхождением, позволяла Мейеру отказываться от своей зарплаты в пользу своих более молодых коллег.

## Научные интересы
Исследовал дифференциальные уравнения, вариационное исчисление и задачи механики. Его исследования по интегрированию дифференциальных уравнений в частных производных и определения максимумов и минимумов с использованием вариационных методов были близки к исследованиям, которые примерно в то же время проводил Софус Ли.
Вступил в переписку с Феликсом Кляйном, с 1871 по 1907 год произошёл обмен несколькими письмами. Эти письма дают представление о научных и личных отношениях между Феликсом Кляйном, Майером и Ли в этот период. В 1876 году, совместно с Феликсом Кляйном, становится главным редактором журнала «Mathematische Annalen».
Среди учеников Майера были Фридрих Энгель, Феликс Хаусдорф и Герхард Ковалевский.